# Per Se

Per Se is een driesterrenrestaurant van chef-kok Thomas Keller in het Time Warner Center in Manhattan (New York).

## Geschiedenis
Keller bezat al restaurant The French Laundry en opende op 16 februari 2004 een restaurant in New York. Na een brand op 21 februari 2004 in de keuken van het restaurant, was het twee maanden gesloten en heropende op 1 mei 2004. Op 8 september 2004 kreeg het restaurant vier sterren van journalist Frank Bruni in The New York Times.
Vanaf de eerste Michelingids die werd uitgebracht voor New York (voor 2006) bezit het restaurant drie Michelinsterren.